# Terézvárosi telefonközpont
A Terézvárosi telefonközpont vagy Merkúr Palota egy budapesti, eredetileg távközlési rendeltetésű épület. Jelenleg irodaházként funkcionál. Műemléki védelem alatt áll.

## Története
A 20. század elején elterjedt a vezetékes telefonok használata. A Terézvárosi telefonközpont a telefonvonalak kiszolgálására épült a Nagymező utcában 1900 és 1903 között szecessziós stílusban. Tervezője Balázs Ernő volt. Nagysága 5600 m²-t tett ki.
Az 1910-es évekre már 21 000 előfizetője volt, ezért új telefonközpont építésére került sor. Ez lett a Józsefvárosi objektum.
2007–2008 között műemléki rekonstrukciót végzett rajta a Fehérváry és Partnerei Építész Studio Kft. Felújítása után elsőként a Prezi költözött be. Azóta irodaházként funkcionál. A Nagymező utcai szárny földszintjén működik az Apacuka Étterem.

## Képtár

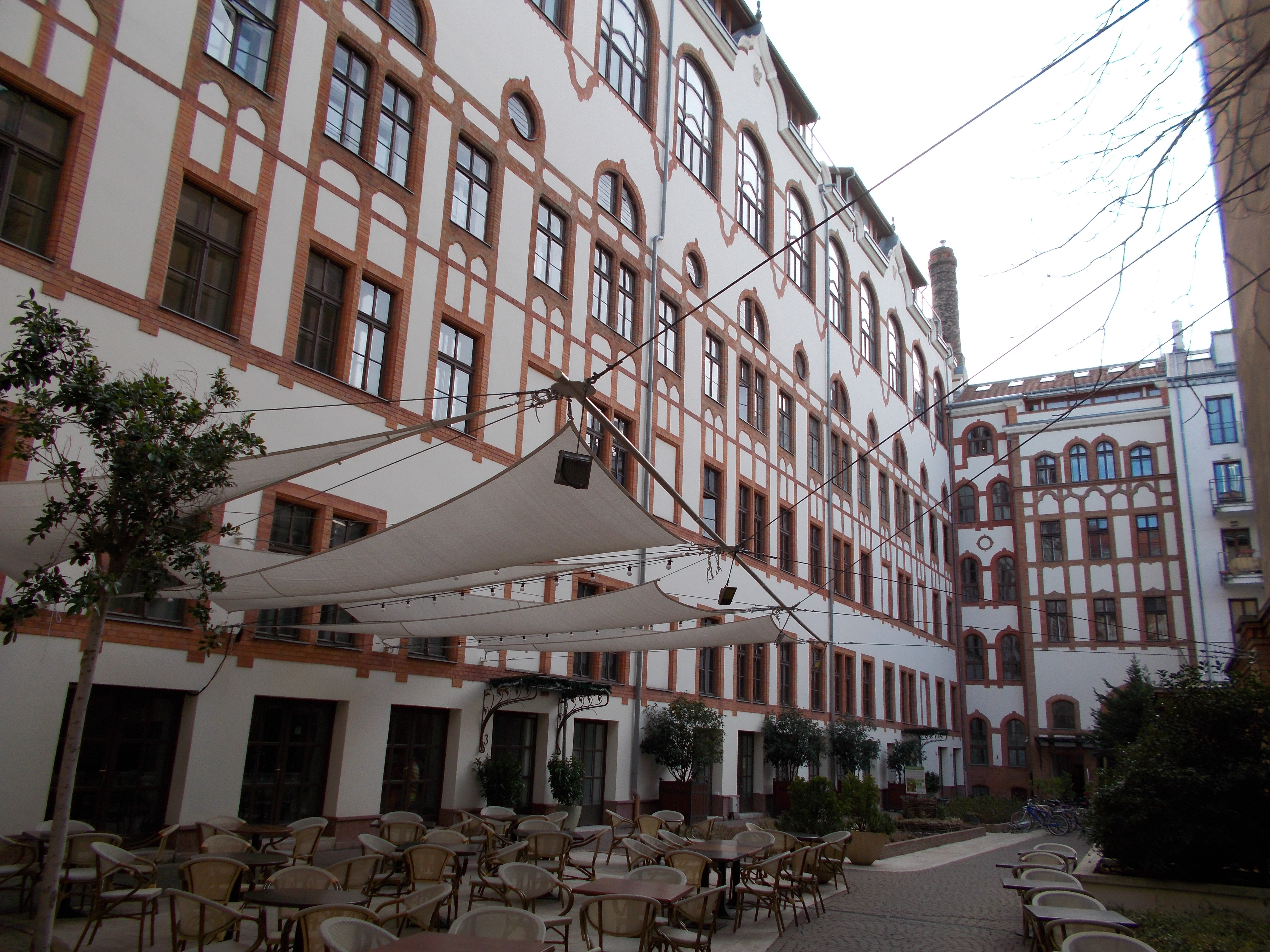
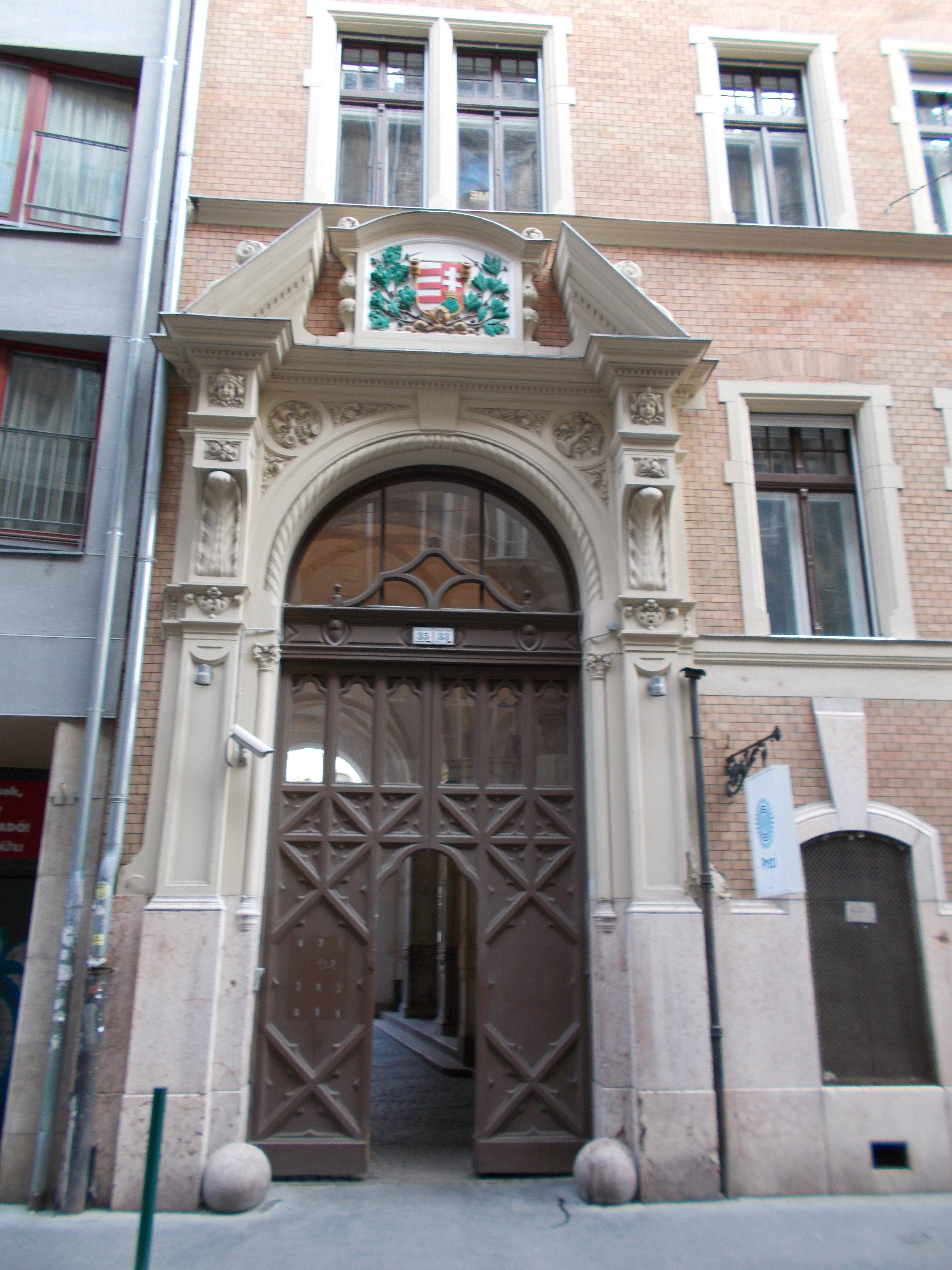
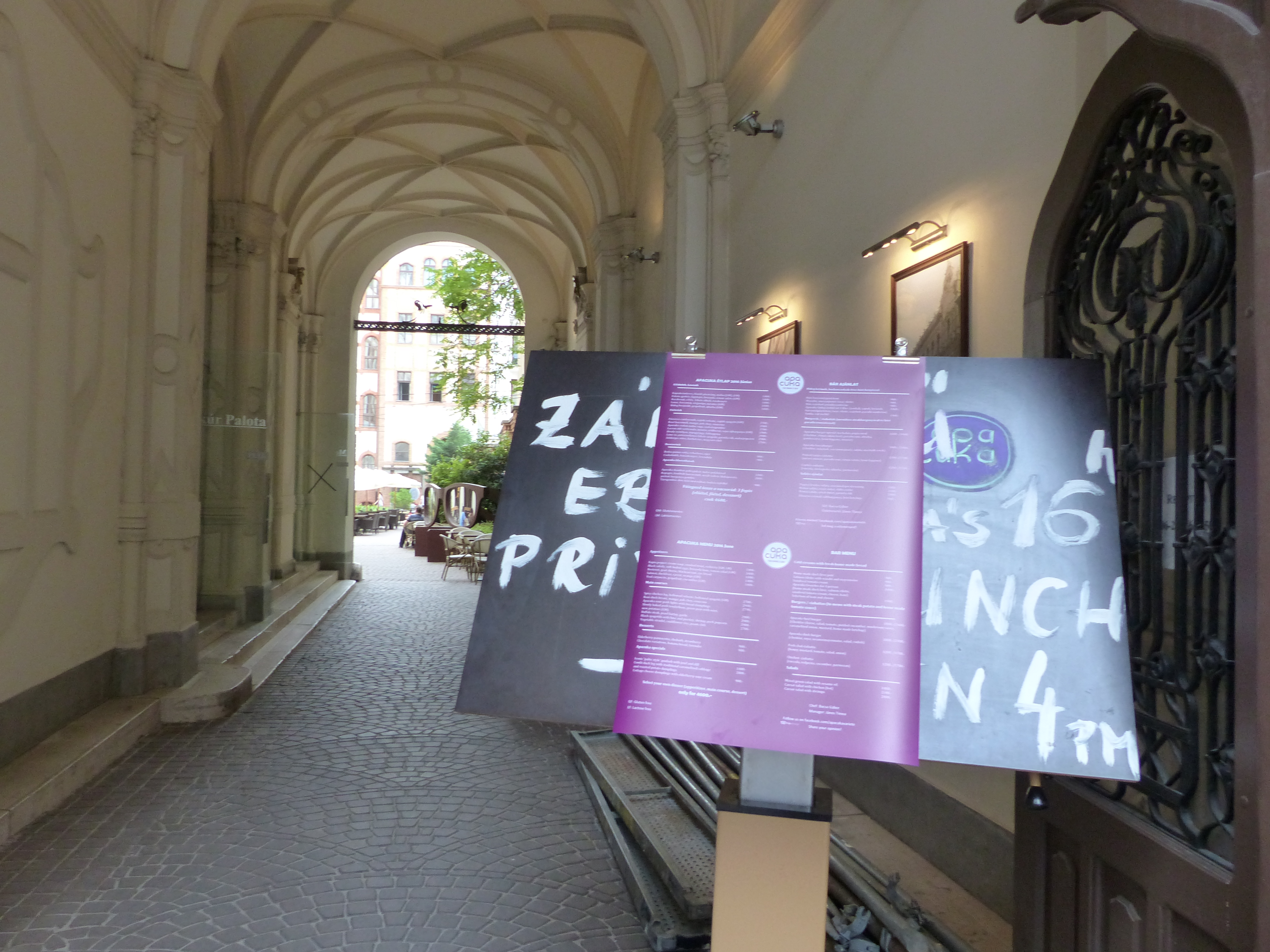

## Egyéb irodalom
- (szerk.) Bakos János – Kiss Antalné – Kovács Gergelyné: Postaépítészet Magyarországon, Távközlési Könyvkiadó, Budapest, 1992, ISBN 963-7588-07-8